# Гонтівка
Го́нтівка (до 1946 року — Серби) —  село в Україні, у Чернівецькій селищній громаді Могилів-Подільського району Вінницької області. Населення становить 1153 осіб.

## Назва
7 червня 1946 р. хутір Чубарівка Сербівської сільської Ради отримав назву хутір Камінський, а село Серби отримало назву «Гонтівка» і Сербівську сільську Раду названо Гонтівською.

## Історія
Село відоме з 1400 року під назвою Серби (джерело?). За народними переказами, перша назва села - Серби - походить від сербів, що оселилися тут у XVI ст.
У 1768 році тут було поляками четвертовано керівника українського гайдамацького руху, одного з очільників Коліївщини — Івана Ґонту і страчено сотні гайдамаків, підступно захоплених російським військом і виданих полякам.
7 (20) листопада 1917 року, відповідно до Третього Універсалу Української Центральної Ради, увійшло до складу Української Народної Республіки.
12 червня 2020 року, відповідно до Розпорядження Кабінету Міністрів України № 707-р «Про визначення адміністративних центрів та затвердження територій територіальних громад Вінницької області», увійшло до складу Чернівецької селищної громади.
19 липня 2020 року, в результаті адміністративно-територіальної реформи та ліквідації Чернівецького району, село увійшло до складу новоутвореного Могилів-Подільського району.

## Населення
Згідно з переписом УРСР 1989 року чисельність наявного населення села становила 1378 осіб, з яких 590 чоловіків та 788 жінок.
За переписом населення України 2001 року в селі мешкало 1149 осіб.

### Мова
Розподіл населення за рідною мовою за даними перепису 2001 року:
| Мова       | Відсоток |
| ---------- | -------- |
| українська | 99,31 %  |
| російська  | 0,35 %   |
| молдовська | 0,26 %   |
| білоруська | 0,09 %   |

## Відомі люди
- Боднар Петро Миколайович (1935-2017) — український науковець-ендокринолог, доктор медичних наук, професор.
- Волошиновський Йоахим Августинович  (1870 - 1945(?)) — відомий громадсько-політичний і кооперативний діяч, просвітянин, літератор, публіцист, редактор, видавець[11].
- Волошиновський Юліан (1898 - 1977) - польський письменник, актор і театрознавець[12].
- Демчук Галина Костянтинівна (р.н. 1947) — українська акторка.
- Пащенко Олімпіада Михайлівна — українська просвітницька діячка Поділля, член Української Центральної Ради. Представниця українського національного відродження.